# Harald Hirschsprung
Harald Hirschsprung, född 14 december 1830 i Köpenhamn, död där 11 april 1916, var en dansk barnläkare. Han var bror till Heinrich Hirschsprung.
Hirschsprung blev candidatus medicinæ 1855, var kandidat vid Frederiks Hospital 1857–1859, vid Fødselsstiftelsen 1859–1860, disputerade för doktorsgraden 1861 på avhandlingen Medfødt Tillukning af Spiserør og Tyndtarm, blev 1870 läkare vid Børnehospitalet i Rigensgade och var överläkare vid Dronning Louises Børnehospital 1879–1904. 
Under Hirschsprungs ledning blev Børnehospitalet ett mönster for liknande institutioner i utlandet, och han var en av pediatrikens banbrytare i Danmark. Han gjorde även viktiga vetenskapliga insatser, främst undersökningar av matsmältningskanalens medfödda missbildningar, studier, som från doktorsavhandlingen fortsattes med arbeten om den i kliniskt hänseende mycket betydelsefulla medfödda pylorusstenosen, över medfödd megacolon (förstoring och utvidgning av tjocktarmen), en sjukdom, som fick namnet Hirschsprungs sjukdom, och om idiopatisk utvidgning av matstrupen, ett arbete, han inte hann fullborda innan sin död. Andra artiklar behandlar pyuri hos barn och vissa reumatiska barnsjukdomar. I en rad kongressberättelser (1877, 1884, 1894, 1904) framlade han meddelanden om tarminvagination.